# Heym Express Magnum
Il Heym Express Magnum è una serie di fucili molto potenti a otturatore girevole-scorrevole degli anni '90 per la caccia grossa.
Sono disponibili in 19 calibri diversi che vanno dal .300 Win Mag al .500 Jeffrey e .600 Nitro Express.

Abbastanza simili in apparenza al vecchio Mauser Gewehr 1898, anche se più robusti in aspetto e con canna esposta, usano un'azione del tipo Mauser simile a quello del fucile suddetto, anche se l'otturatore è molto più resistente, così da maneggiare meglio il rinculo delle potenti munizioni.

Tutti i modelli hanno un cuscinetto per assorbire il rinculo spesso 25.4 mm fisso nel calcio, ed hanno mire di tipo standard su ogni fucile ma possono montare un mirino ottico sulla parte posteriore della canna.

## Modelli
- Magnum Express 600 (1993-1996)